# Peromyscus yucatanicus
El ratón yucateco Peromyscus yucatanicus es una especie de roedor de la familia Cricetidae endémica de la península de Yucatán, en México y Guatemala.

## Distribución geográfica
Se encuentra en México y Guatemala. 